# Cratere Sulpicius Gallus
Sulpicius Gallus è un cratere lunare di 11,61 km situato nella parte nord-orientale della faccia visibile della Luna.